# Nationalpark Grutas de Cacahuamilpa

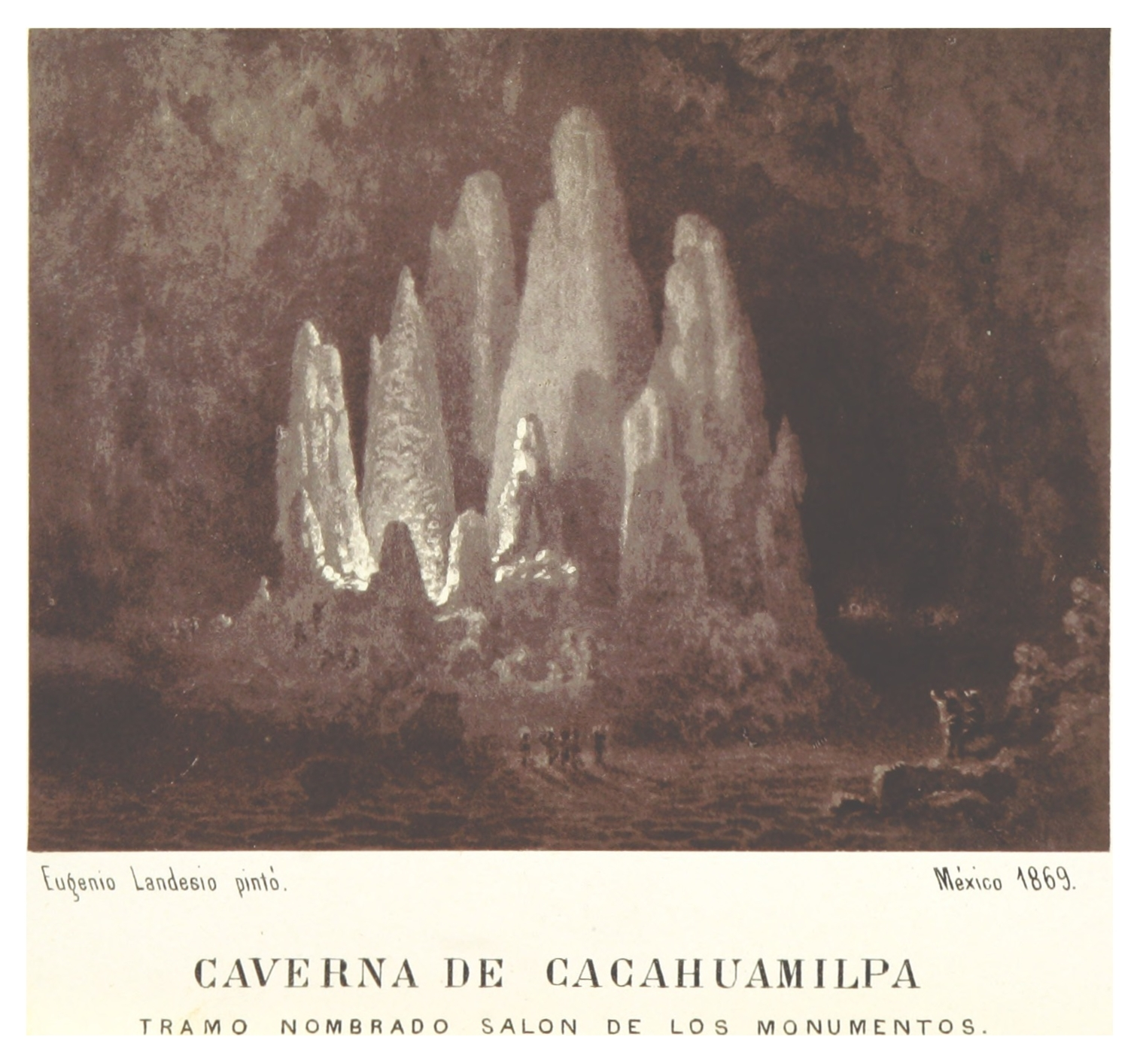
Mexikanische Höhlenforscher im gewaltigen »Salon des Monumentos« (um 1868)

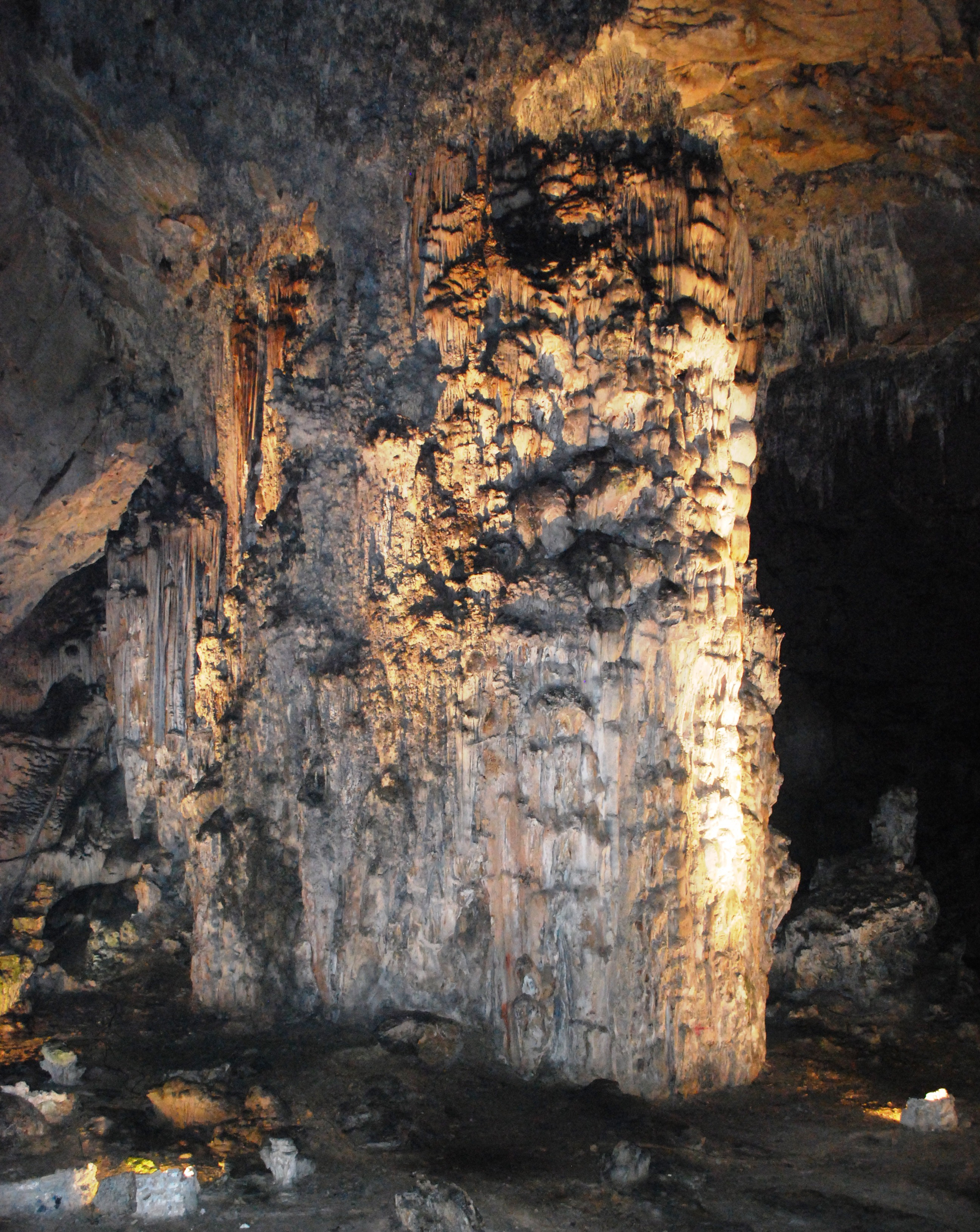
Tropfsteinformation im Inneren der Höhle

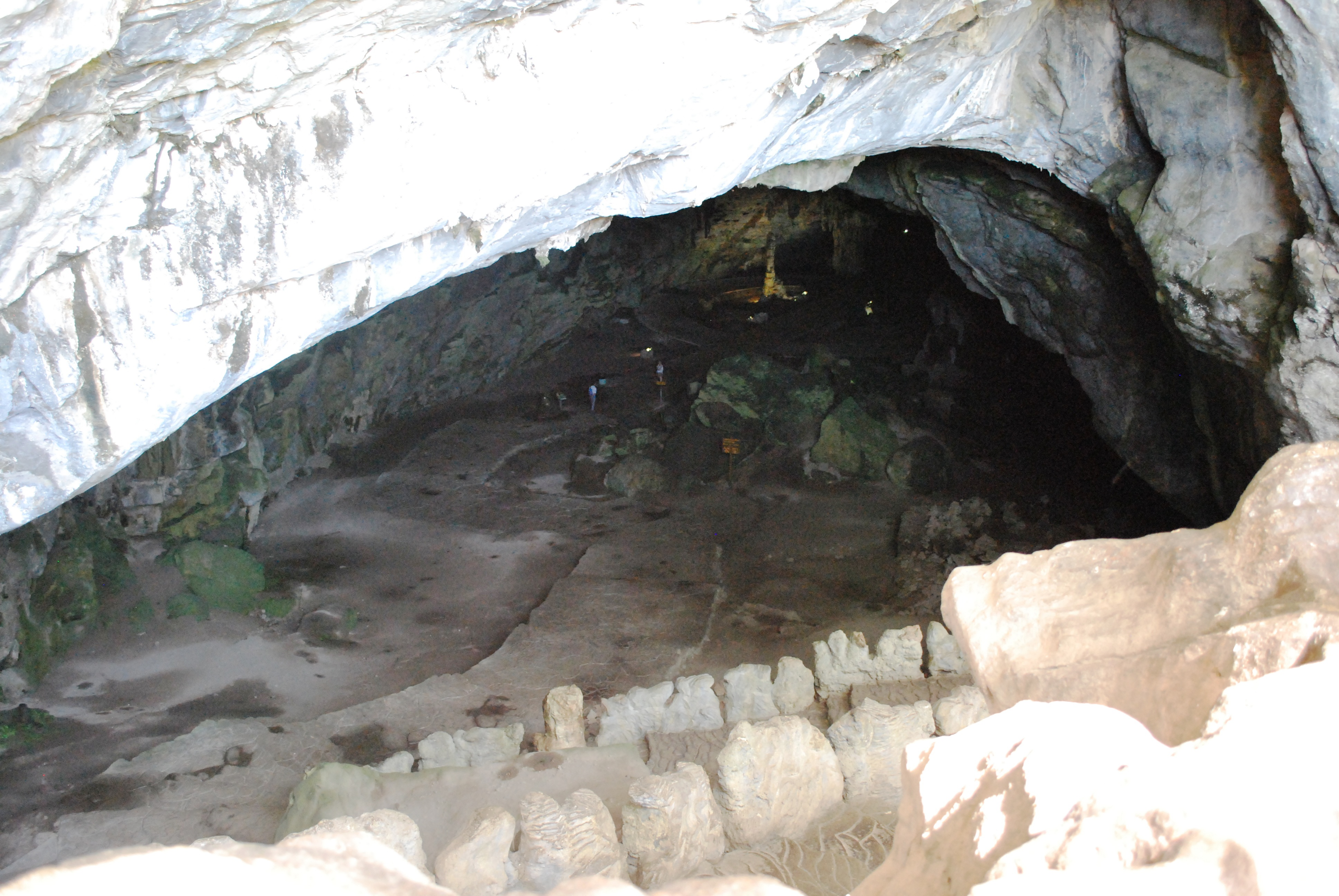
Haupteingang

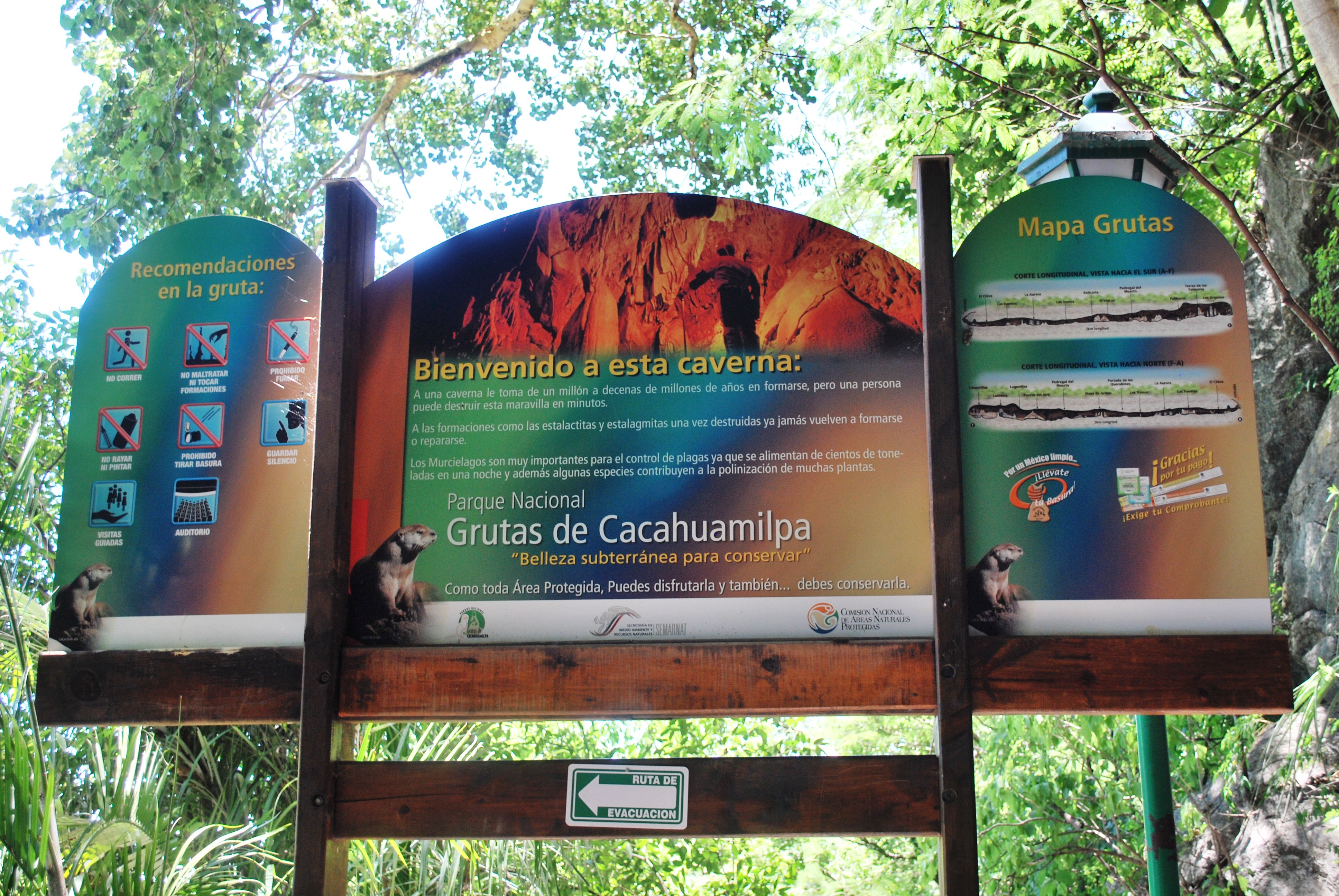
Infotafel am Eingang

Der Nationalpark Grutas de Cacahuamilpa ist ein Höhlensystem in Mexiko nahe der Stadt Taxco de Alarcón, das zu einem Nationalpark erklärt wurde.

## Beschreibung
Die Grutas de Cacahuamilpa ist eines der größten aktiven Höhlensysteme der Welt, was bedeutet, dass es noch Grundwasser filtert und der Tropfstein immer noch wächst. Den Eingang bildet ein über 40 Meter breiter und 12 Meter hoher Bogen. Vom Eingang aus führt ein Steig etwa 20 Meter in die Höhle hinab. Im Inneren des Höhlensystems sind 90 große Säle, die von Felswänden getrennt, aber über eine zentrale Galerie verbunden sind. Nur etwa 20 sind vollständig erforscht und der Öffentlichkeit zugänglich. Die meisten dieser Säle befinden sich unter dem Kalkstein-Bergrücken Cerro de la Corona. Sie sind durchschnittlich etwa 40 Meter breit und erreichen Höhen von 20 bis 81 Metern. Die meisten tragen Namen wie der Thronsaal, Saal der Kathedrale oder das Auditorium. Letzteres hat einen großen flachen Boden, ist mit Sitzen ausgestattet worden und wird für Veranstaltungen genutzt.

## Geschichte
Teile des Höhlensystems sind seit Jahrhunderten bekannt und bereits in Präkolumbischer Zeit genutzt worden. Bei Ausgrabungen wurden Scherben gefunden, die dies belegen. In dem Gebiet der Grutas war die Heimat der Olmeken und später die des Volkes Chontal. Beide Völker nutzten die Höhlen für zeremonielle Zwecke. Der ursprüngliche Name der Höhlen war Salachi – der heutige Name Cacahuamilpa (Erdnussfeld) bezieht sich auf einen Ort in der Nähe.
Nach der Eroberung Mexikos durch die Spanier wurde die Existenz der Höhle von den indigenen Völkern geheim gehalten. Erster Nach-Kolumbischer Entdecker der Höhlen war Manuel Sainz de la Peña Miranda. Im Jahr 1866 unternahmen Dominik Bilimek und Maximilian von Habsburg den ersten biospeläologischen Besuch der Höhle. Im Jahr 1922 vermaß und kartierte der Mikropaläontologe und Höhlenforscher Federico Bonet Marco die Höhle auf einer Länge von 1.380 Metern. Später wurde sie für die Öffentlichkeit im Laufe der Jahre ausgebaut und touristisch zugänglich gemacht. Die erste wissenschaftliche Expedition fand 1935 statt. Zum Nationalpark wurde sie schließlich 1936 durch Präsident Lázaro Cárdenas erklärt. Erste Führungen wurden 1969 angeboten. Im Jahr 1987 wurde die Erschließung des Höhlensystems von vier auf fünf Kilometer erweitert.

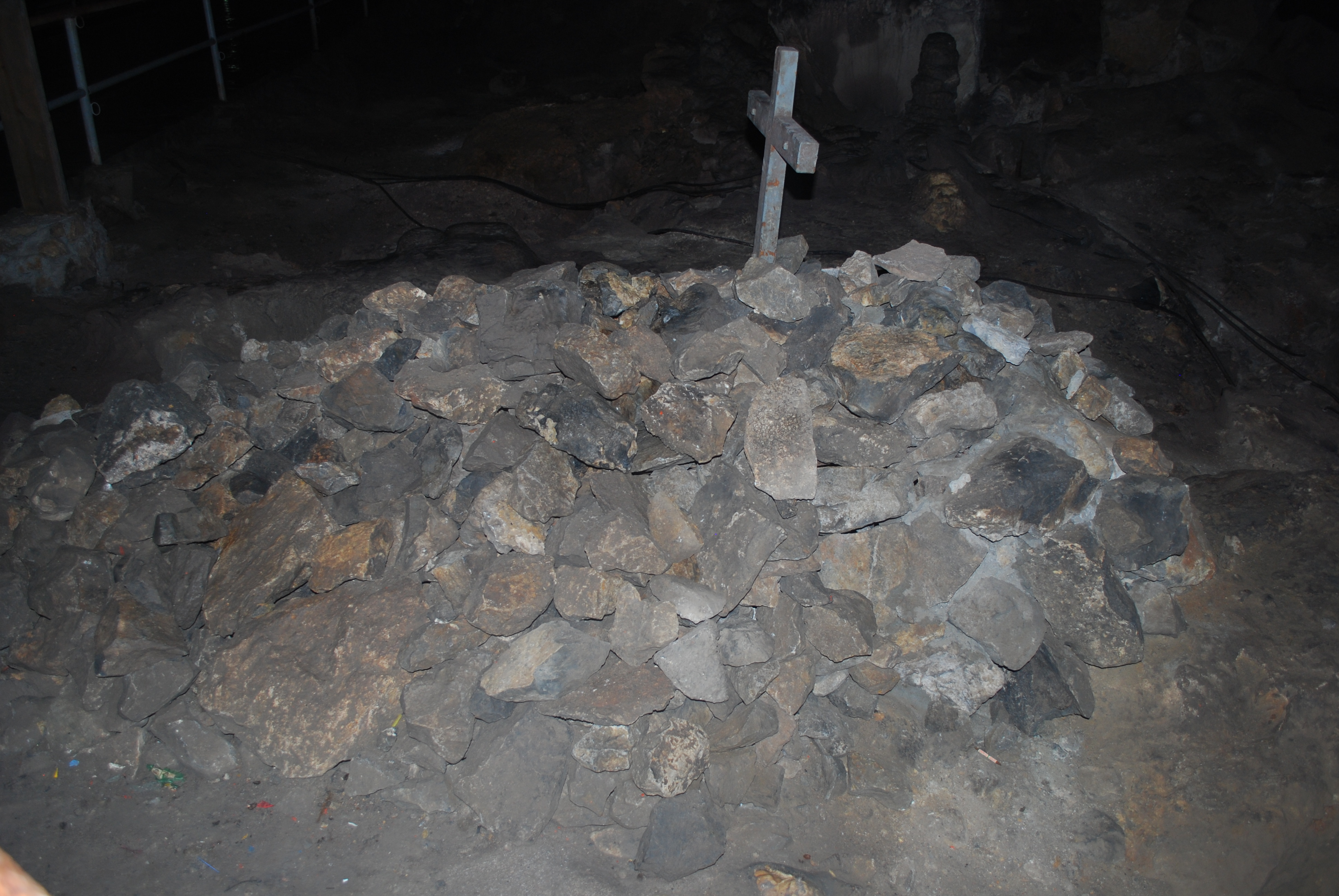
Das Grab

## Sage
In einem Saal ist ein Grab vorhanden. Die Geschichte berichtet, dass ein Engländer beim Erkunden verunglückte und schließlich verhungern musste. Er wurde von seinem Hund begleitet, den er um Hilfe zu erhalten, hinaus schickte. Allerdings hat niemand außerhalb der Höhle dem Hund Aufmerksamkeit geschenkt, so dass dieser wieder in die Höhle zurückkehrte und mit seinem Herrn gemeinsam starb. Als die Überreste gefunden wurden, begrub man sie dort unter Felsen und einem einfachen Kreuz.